# Matei Vișniec
Matei Vișniec (Radóc, 1956. január 29. –) francia–román drámaíró, újságíró és dramaturg.

## Életrajz
Matei Vișniec Romániában, Radócon született 1956-ban. Apja könyvelő, anyja tanárnő volt. Szülővárosában járt általános- és középiskolába. Már fiatalon felfedezte az irodalmat mint a szabadságot megélhetővé tevő teret. Kafka, Dosztojevszkij, Poe és Lautréamont műveit olvasta. A Lumina című iskolai folyóiratban publikálta az első verseket, később a Cutezătorii gyermekeknek és kamaszoknak szóló hetilapban, valamint a Luceafărul irodalmi lapban is jelentek meg versei. A Bukaresti Egyetemen tanult történelmet és filozófiát. Aktívan részt vett a bukaresti irodalmi körökben és tagja volt a Románia akkori irodalmi életét felforgató 80-as generáció névvel is illetett posztmodern mozgalomnak.
Ceauşescu rezsimjében műveit betiltották. 1987-ben elhagyta Romániát, s Franciaországba érkezvén politikai menedékjogot kért. 1988 és 1989 között a Londonban élt és a BBC, majd 1990-től a Radio France internationale munkatársa.
Románul írt drámáit franciára fordítja, majd az újakat már franciául írja. Verseit és a prózai műveit továbbra is románul írja.
1993-ban francia állampolgárságot szerzett.
Számos művének központi témája az egyén és az elnyomó hatalom kapcsolatát kérdőjelezi meg. Hisz a kulturális ellenállásban, és abban, hogy az irodalom képes lerombolni a totalitarizmust. Vişniec úgy véli, hogy a színház és a költészet a „nagy ötletek” révén képes leleplezni a manipulációt és az ideológiai agymosást.
1993 óta az Off d'Avignon fesztivál egyik legtöbbet fellépő szerzője. Romániában a kommunizmus bukása óta Matei Vișniec lett az egyik legtöbbet előadott drámaíró.

## Művei magyar kiadásban
- Lavinában harsonával. Versek és egyfelvonásosok; ford. Szlafkay Attila, Budapest Duna-part, 1992
- Fordulatra várva; In: Fordulatra várva. Román egyfelvonásosok Szlafkay Attila fordításában, Karcag, Barbaricum Könyvműhely, 1997
- Vendégfogadó. Versek, kisprózák és egyfelvonásosok; ford. Szlafkay Attila, Vác, Fiesta Kortárs Művészeti Alapítvány, 2004
- III. Richárd betiltva. Öt dráma; ford. Patkó Éva, Kolozsvár, Koinónia, 2010
  - tart.: Paparazzi; Kenyérrel a zsebben; Madox. Három éjszaka; Vándor az esőben; III. Richárd betiltva
- A kommunizmus története elmebetegeknek. Drámák; vál. Scarlat Anna, Budapest, L'Harmattan, 2012
  - tart.: Bohóc kerestetik; A kommunizmus története elmebetegeknek; Lovak az ablakban; Párizsi manzárdlakás kilátással a halálra; A pandamedvék története, amiként az a szaxofonos meséli el, akinek egyik barátnője Frankfurtban lakik; Paparazzik, avagy Egy elvetélt napkelte krónikája; A III. Richárd bemutatója elmarad, avagy Jelenetek Mejerhold életéből; Nyina avagy A kitömött sirályok törékenységéről; És a csellóval mi legyen?

## Magyar nyelvű színházi előadások
- Három nap Madox-szal (Nagyváradi Állami Színház Szigligeti Társulat, 1993) rendező: Meleg Vilmos
- A pandamedvék története, amiként azt a szaxofonos meséli el, akinek a barátnője Frankfurtban lakik (Vörösmarty Színház, Székesfehérvár, 1999) rendező: Tömöry Péter
- A kommunizmus története elmebetegeknek (Temesvári Csiky Gergely Színház, 2003) rendező: Victor Ioan Frunză
- A kommunizmus története elmebetegek számára elmesélve (Újvidéki Színház, 2006) rendező: Anca Bradu
- Lovak az ablakban (Aradi Kamaraszínház és Pécsi Harmadik Színház, 2009) rendező: Radu Dinulescu
- És a csellóval mi legyen? (Tomcsa Sándor Színház, Székelyudvarhely, 2009) rendező: Zakariás Zalán
- Madox – három éjszaka (Tomcsa Sándor Színház, Székelyudvarhely – Kolozsvári Rádió, 2010) rendező: Patkó Éva
- Kenyérrel a zsebben (Marosvásárhelyi Művészeti Egyetem, 2011) rendező: Patkó Éva
- Kenyérzseb (Kolozsvári Állami Magyar Színház, 2013) rendező: Albu István
- III. Richárd betiltva, avagy jelenetek Meyerhold életéből (Újvidéki Színház, 2014) rendező: Anca Bradu
- Dada Cabaret (Átrium Film-Színház – Maladype Színház, Budapest, 2016) rendező: Balázs Zoltán
- Migránsoook, avagy túlsúlyban a bárkánk (Tomcsa Sándor Színház, Székelyudvarhely, 2017) rendező: Zakariás Zalán
- Kenyérrel a zsebben (Temesvári Állami Magyar Színház, 2018) rendező: Molnos András Csaba, Kiss Attila
- Kukucs (Kövér Béla Bábszínház, Szeged, 2019) rendező: Kovács Petra Eszter
- A hóember, aki találkozni akart a Nappal (Kövér Béla Bábszínház, Szeged, 2019) rendező: Adela Moldovan
- Napnyugat Expressz (Szigligeti Társulat, Nagyvárad, 2019) rendező: Zakariás Zalán
- III. Richárd betiltva, avagy jelenetek Meyerhold életéből (Vádli Alkalmi Színházi Társulás – Szkéné Színház, Budapest, 2020) rendező: Szikszai Rémusz
- A kommunizmus története elmebetegeknek (Figura Stúdió Színház, Gyergyószentmiklós, 2021) rendező: Zakariás Zalán
- A pandamedvék története, amiként az a szaxofonos meséli el, akinek egyik barátnője Frankfurtban lakik (Zentai Magyar Kamaraszínház, 2022) rendező: Dévai Zoltán